# Annie Oosterbroek-Dutschun
Annie Oosterbroek-Dutschun  (Londen, 28 mei 1918 - Zaandam, 20 november 1983) was een Nederlandse schrijfster van streekromans. Ze werd geboren als Joan Dutschun in een Londens militair hospitaal als dochter van een Britse moeder (Margaret Cooper) en een Duitse vader, die werkzaam was bij de Duitse ambassade in Londen.
Tijdens de Eerste Wereldoorlog werd vader Dutschun geïnterneerd in een Duits kamp in het Nederlandse Wapenveld. Moeder en dochter voegden zich later bij hem. Toen er in november 1918 plotseling een wapenstilstand werd afgekondigd was het gezin Dutschun gedwongen naar Duitsland te vertrekken en Annie achter te laten. Met toestemming van de ouders werd Annie opgenomen in een boerengezin (Van der Beek) waar zij opgroeide. Wel hield zij de achternaam van haar natuurlijke vader.
In 1942 verhuisde ze naar Apeldoorn en trad daar in het huwelijk. Haar eerste roman verscheen in 1950, nadat ze al een aantal jaren voor de damesbladen Libelle en Margriet had geschreven. Oosterbroek-Dutschun schreef tijdens haar carrière meer dan vijftig titels, er werden meer dan zeven miljoen exemplaren van verkocht.
In 2018 werd in boerderij Erve IJzerman te Wapenveld de 'Annie Oosterbroek-Dutschunkamer' ingericht. De hoeve vormt het decor voor haar Annemarie-trilogie en werd in 2021 ingericht als Zuivelmuseum Erve IJzerman.

## Selectieve bibliografie
- Het Oever (1950)
- Aanvaard het leven
- Afscheid onderweg
- Alleen uit liefde
- Als de midwinterhoorn klinkt
- Als de prijs is betaald
- Anderen betaalden (zonder jaartal); over de  Duitse Bezetting 1940-1945
- Annemarie Trilogie
- Het bittere erfdeel
- Bloesem der liefde
- Een dag van je leven
- Dageraad trilogie
- De drie linden
- Dwaaltocht naar het geluk
- De Eykenhof
- Geef mij een antwoord
- Geef ons het wachtwoord
- Het geluk woont in ons hart
- Het Geslacht Alving
- Het Geslacht Bronkhorst
- Het Geslacht Van Marle
- Het grote waagstuk
- Het hart geeft antwoord
- Hart tegen hard
- De hemel is niet altijd blauw
- Hendrikje
- Het huis aan de driesprong
- De Hulzenhof
- Ieder vindt zijn weg
- Ik wil niet eenzaam zijn
- In ons hart
- John Havelaar
- De Kruishoeve
- Laat mij leven
- Laat mij leven
- Langs een omweg (1952)
- Liever uit liefde (1991)
- Het laatste woord is liefde (omnibus)
- Langs een omweg
- Het leven begon opnieuw
- De liefde vergaat nimmermeer
- Liefde zonder compromis (dubbelroman)
- Mijn oom Adelbert
- Mijn zuster Silvia
- Moeder Fenna
- Niet enkel rozen (omnibus)
- Niets is tevergeefs
- Stijntje
- Toen kwam de ware liefde
- De vreemde zoon
- Zij zoeken de vrede